# Tisová (ort i Tjeckien, Pardubice)
Tisová är en ort i Tjeckien.   Den ligger i distriktet Okres Ústí nad Orlicí och regionen Pardubice, i den centrala delen av landet, 130 km öster om huvudstaden Prag. Tisová ligger 289 meter över havet och antalet invånare är 497.
Terrängen runt Tisová är platt åt nordost, men åt sydväst är den kuperad. Tisová ligger nere i en dal. Runt Tisová är det ganska tätbefolkat, med 100 invånare per kvadratkilometer. Närmaste större samhälle är Vysoké Mýto, 4,9 km väster om Tisová. Trakten runt Tisová består till största delen av jordbruksmark.